# Осада Бреды (1624)
Осада Бреды (исп. Sitio de Breda) — осада и взятие испанскими войсками города Бреда в ходе Восьмидесятилетней войны. Голландская крепость была взята 2 июня 1625 года испанскими войсками под командованием Амброзио Спинолы. 

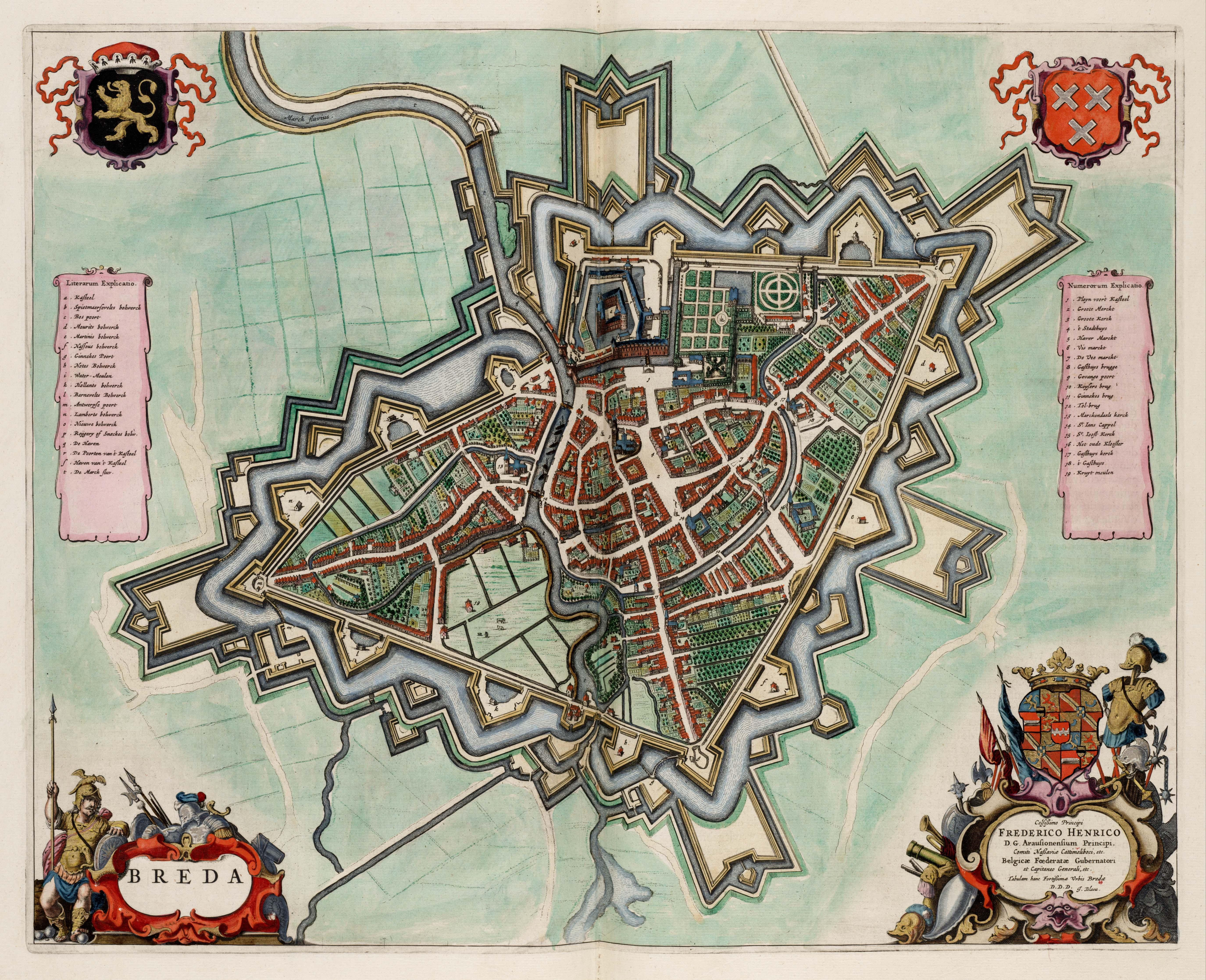
Карта крепости из атласа ван Луна

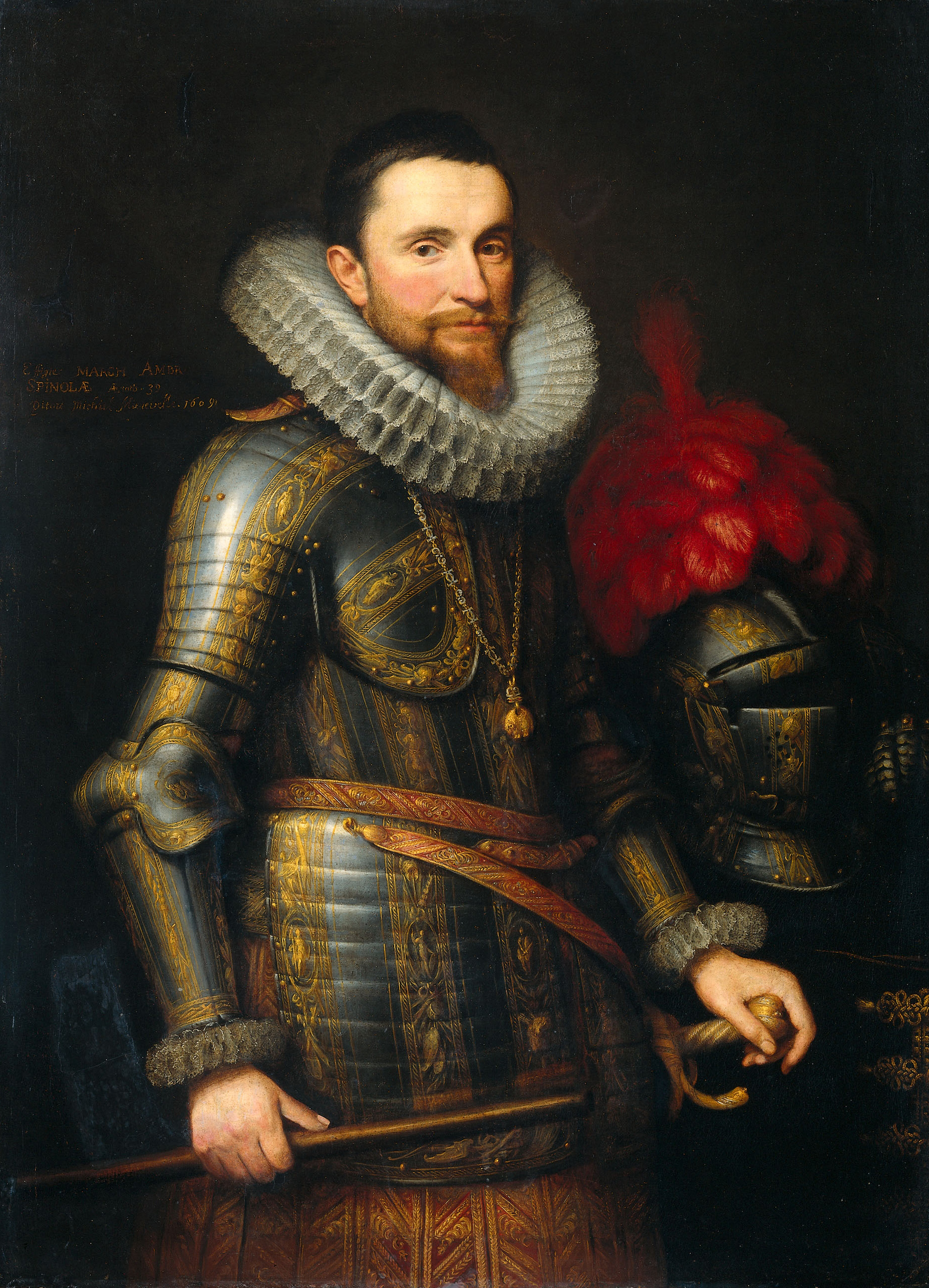
Амброзио Спинола, главнокомандующий испанских войск

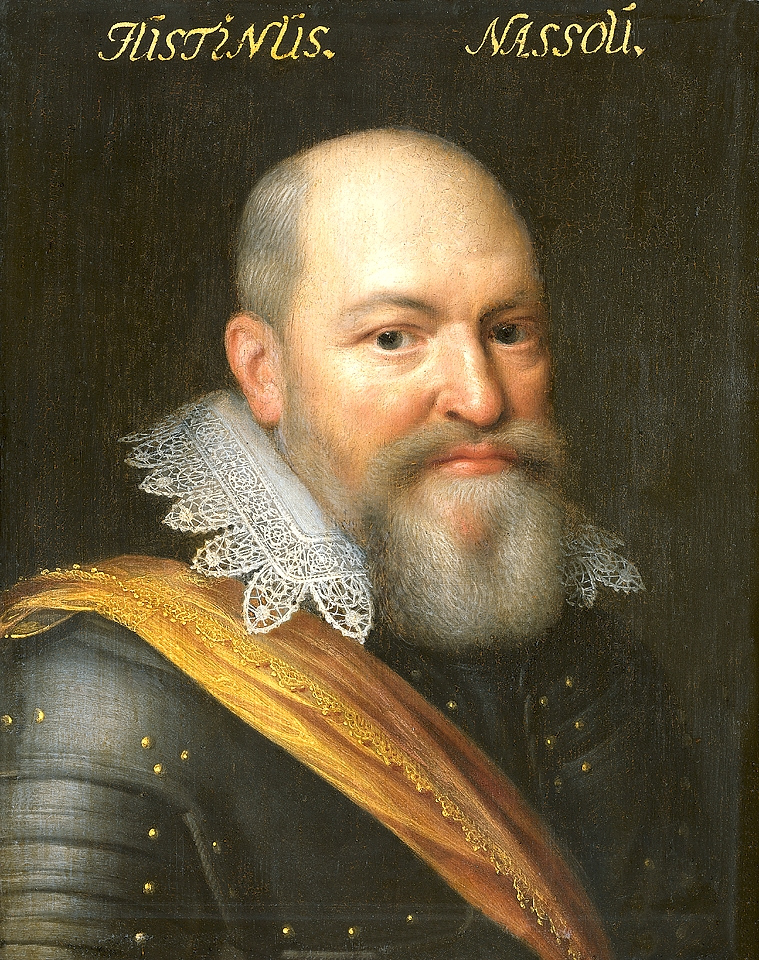
Юстин Нассауский, сын Вильгельма Оранского, комендант Бреды.

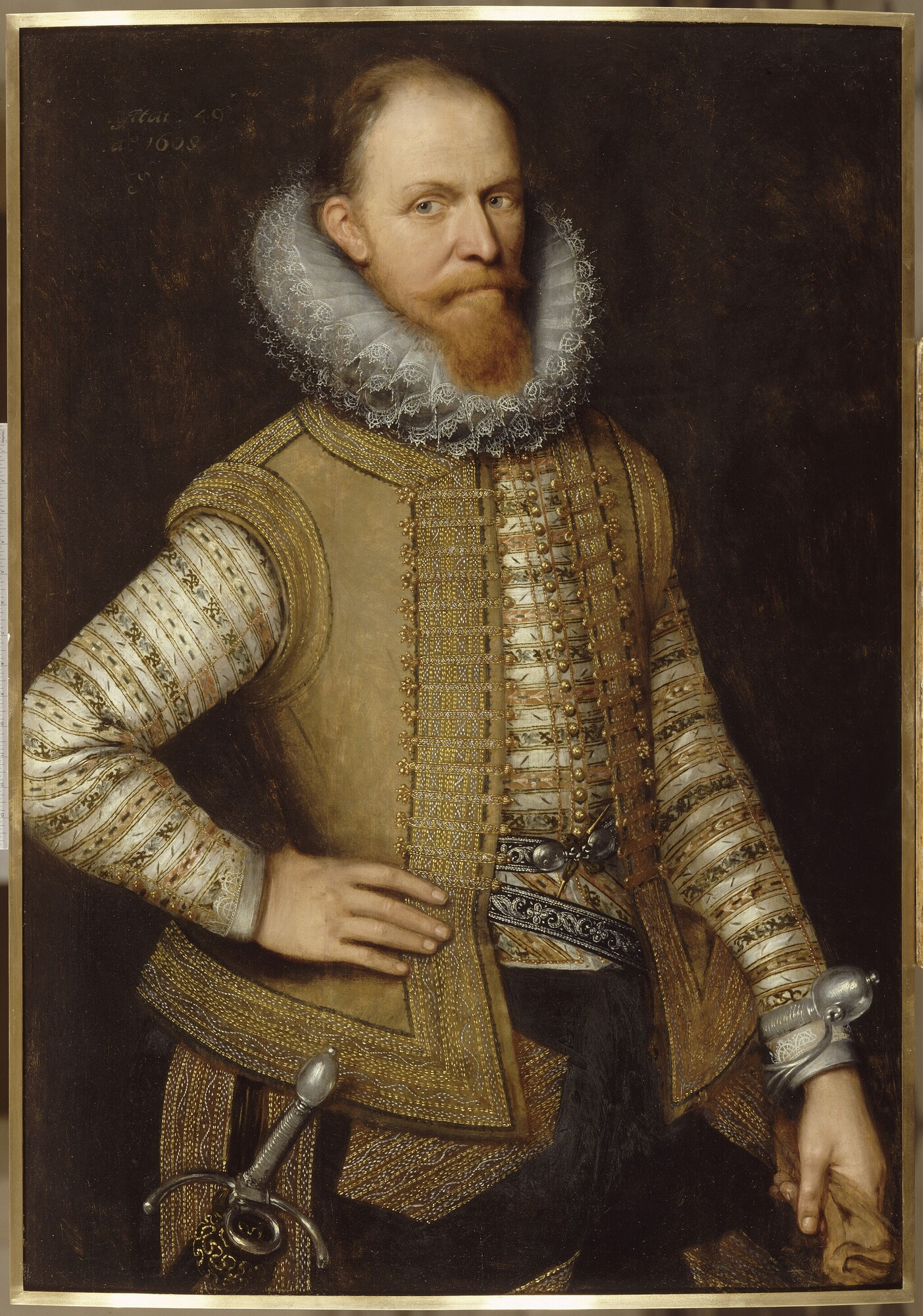
Мориц Нассауский, штатгальтер, командовавший голландскими деблокирующими войсками

## Военная ситуация
Испанцы преследовали несколько целей при осаде Бреды. Находясь у самой границы испанского Брабанта, Бреда являлась удобным плацдармом в случае возможного вторжения голландцев в Брабант. Взятие города значительно осложняло бы такую возможность. А после захвата Бреды близлежащие голландские города, такие как Берген-оп-Зом, могли бы стать лёгкой добычей испанской армии.
Но главной целью было восстановление пошатнувшегося во время войны престижа и поднятие духа испанских войск. С 1590 года Бреда находилась в руках голландцев, когда при осаде Бреды республиканские войска во главе с Морицем Оранским воспользовавшись тем, что испанцы не проверяли суда с торфом, приходящие в город, снарядили отряд из 70 человек, который пробрался в город на одном из них и захватил его практически без боя. Этот позор можно было бы искупить, вернув под свой контроль считавшуюся неприступной крепость. Сам Спинола хотел восстановить свою честь после неудачной осады Берген-оп-Зома в 1622 году.
Испания также хотела добиться благоприятной позиции при ведении переговоров о возможном мире. С завоеванием Бреды им было бы легче диктовать свои условия на переговорах, такие как требования религиозной свободы для католиков на территории голландской республики или использование Шельды для судоходства.
С военной точки зрения осада Бреды была крайне рискованным и абсолютно бесполезным предприятием, имеющим основной целью поднятие духа войск, но с точки зрения политики имела большой эффект. Вся Европа в течение года пристально следила за развитием событий под Бредой.

## Силы сторон

### Крепость Бреда
Бреда считалась одним из сильнейших бастионов голландской республики в борьбе с Испанией в северном Брабанте. Находясь на пересечении нескольких важных дорог и судоходной реки, крепость занимала важное стратегическое положение в линии обороны голландцев. До 1531 года Бреда была обнесена обычной средневековой городской стеной. Но когда барон Бреды Хендрик III по поручению Карла V посетил многие европейские страны, в Италии он ознакомился с современными фортификационными сооружениями и по возвращении домой укрепил Бреду по последнему слову науки и техники того времени. Позднее, в 1587 и 1622 годах, оборонительные сооружения крепости были расширены и усовершенствованы.
Крепость была обнесена рвом, фоссебреей с прикрытым путём и земляной куртиной с пятнадцатью пятиугольными бастионами. Между бастионами находились равелины и полукапониры. Ров шириной от 105 до 225 метров и глубиной полтора метра был заполнен водой из Марка. Эта же река протекала через город. В Бреду можно было въехать через четверо кирпичных городских ворот. Перед городскими воротами располагались горнверки. В них обычно собирались войска перед выходом из крепости.

### Гарнизон крепости
В мирное время гарнизон Бреды состоял из 17 стрелковых рот численностью по 65 человек и 5 эскадронов кавалерии по 70 всадников в каждом. Когда прошёл слух, что город будет в осаде, каждый эскадрон был усилен ещё 30 всадниками. Пехота была пополнена 28 ротами общей численностью 135 человек. Чтобы сохранить продовольствие, незадолго до осады 3 эскадрона были отправлены в Гертруденберг. Общая численность гарнизона, включая 100 человек, охранявших замок, составляла примерно 5200 солдат.
Кроме солдат в крепости находилось и мирное население — горожане и крестьяне из близлежащих деревень, искавшие в городе защиты от испанских войск. Женщины готовили пищу оборонявшимся и ухаживали за больными и ранеными. Мужское население Бреды в возрасте между 20 и 70 годами, численностью около 1800 человек, было вооружено и поддерживало солдат.
В рядах защитников крепости находился художник Адриан Браувер.[значимость факта?]
Общая численность населения города составляла 13 111 человек, размещавшихся в 1200 домах.

### Испанские войска
Противоречивые и неполные данные делают невозможным определить численность испанской армии. По оценочным данным количество войск на 2 мая 1625 года составляло около 80 тыс. Из них около 25 тыс. держали крепость в кольце блокады, 25 тыс. охраняли коридор для поставки продовольствия и боеприпасов и 30 тыс. составляли резерв.

Оценка хорошо соотносится с текстом из карты Блау: 
войско настолько велико, невиданное доселе в Нидерландах… (нидерл. soo groot een heir, als men by mans gedenckenis niet in Nederlant gesien hadt.)
Испанская армия была разнородна по своему составу (см. таблицу), большинство солдат составляли голландцы и немцы. Преобладающим родом войск была пехота, затем кавалерия и небольшое количество ирландских канониров. Пехотинцы были вооружены шпагами и пятиметровыми пиками, рапирами, мушкетами или аркебузами. Кавалеристы были вооружены копьем, двумя пистолетами или двумя пистолетами и аркебузой.

## Осада
Мориц Нассауский собрал войска, от 8000 до 9000 человек, в Неймегене и попытался деблокировать Бреду. Прибыв к Бреде, он воздержался от нападения и ограничился атаками на испанцев небольшими отрядами. Он также пытался перекрыть им маршруты снабжения продовольствием и боеприпасами. Попытка Нассау разбить лагерь ближе к испанским позициям провалилась, потому что Спинола приказал затопить территорию, открыв шлюзы. Нассау пришлось довольствоваться срывом снабжения испанцев. Чтобы поддержать голландцев, граф Мансфельд высадился в Зеландии с 300 кораблей, на которых перевозились солдаты, набранные в Англии. 
В самой Бреде осажденные были истощены, понесли большие потери и имели ограниченные запасы. Тысячи жителей умерли от голода и эпидемий.  Также погибло множество солдат, поэтому жителям города пришлось их заменять. Морис Нассауский умер 13 апреля 1625 года. Его преемником на посту штатгальтера стал Фредерик-Генрих Оранский. С усиленной голландской армией он приступил к освобождению Бреды. Спинола двинулся к нему с частью своих войск. Завязались бои между отдельными подразделениями. 13 мая голландцы пытались штурмовать испанские позиции, но были вынуждены отступить. 

## Сдача Бреды

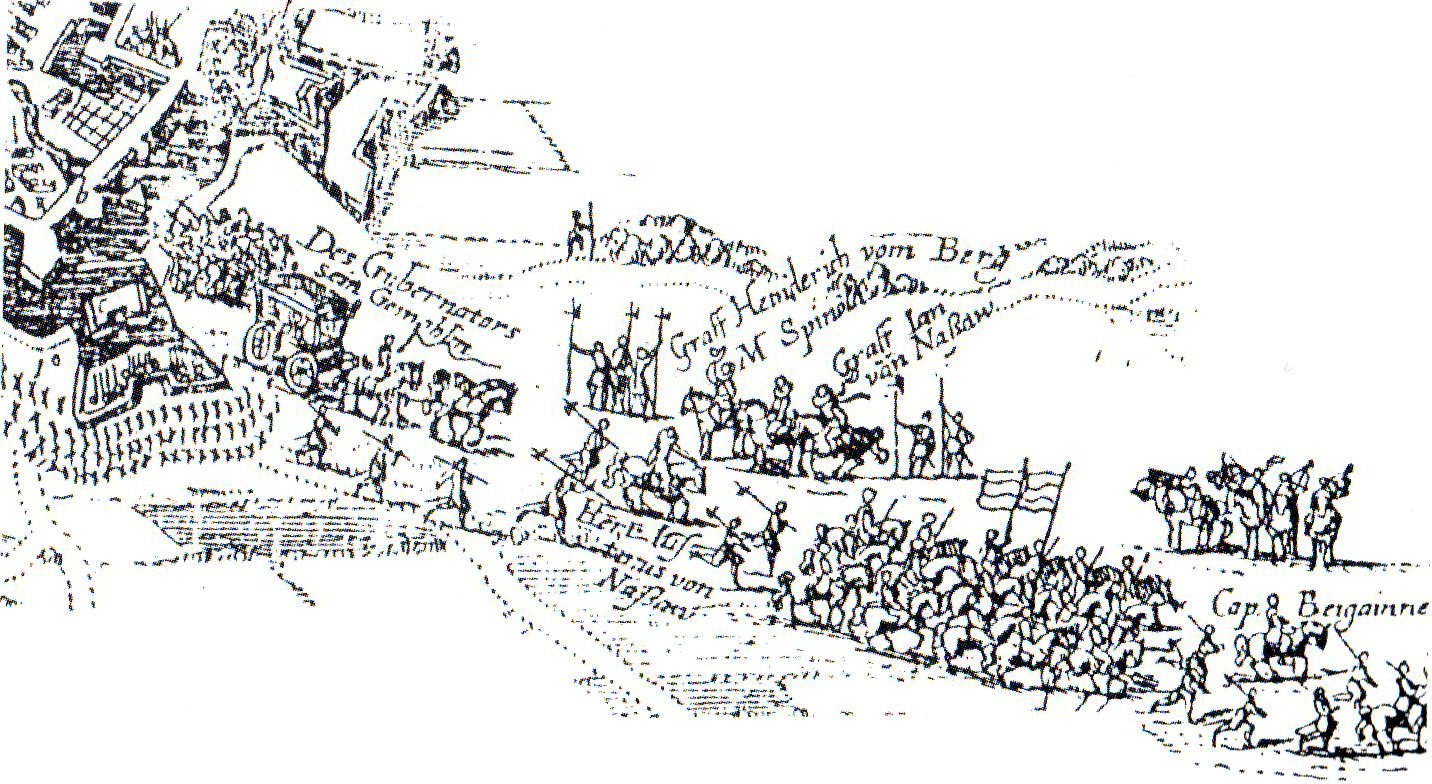
Гарнизон покинул Бреду с развевающимися знаменами и барабанным боем

Фредерик-Генрих Оранский решил сдать Бреду. 24 мая он направил зашифрованное письмо Юстину, в котором сообщал, что попытка прорвать окружение окончилась неудачей и советовал вступить в переговоры об условиях сдачи города. Кроме того, он просил Юстина посредством световых сигналов сообщить, на сколько дней в городе осталось продовольствия. Ночью были зажжены 11 факелов, то есть, продовольствия оставалось до 5 июня. Поскольку Спиноле удалось перехватить и расшифровать сообщение, он знал о недостатке продовольствия в городе и о скором предложении о капитуляции со стороны защитников крепости. В ответ Юстин отправил посыльного с сообщением о том, что город пришёл в ужас от этого известия.
Юстин вступил в переговоры с Хендриком ван ден Бергом об условиях сдачи крепости. В ходе переговоров стало ясно, что все требования, выдвинутые Юстином, могут быть удовлетворены путём представления свободы вероисповедания населению Бреды. Ещё одним условием был почётный отход вооруженного гарнизона Бреды — с развевающимися знамёнами и барабанным боем — в Гертруденберг. 2 июня Спинола и Юстин подписали условия капитуляции, спустя три дня, 5 июня, около 9 часов утра гарнизон Бреды покинул крепость.
Бреда была отвоевана голландцами  в 1637 году. 

## Отражение в культуре

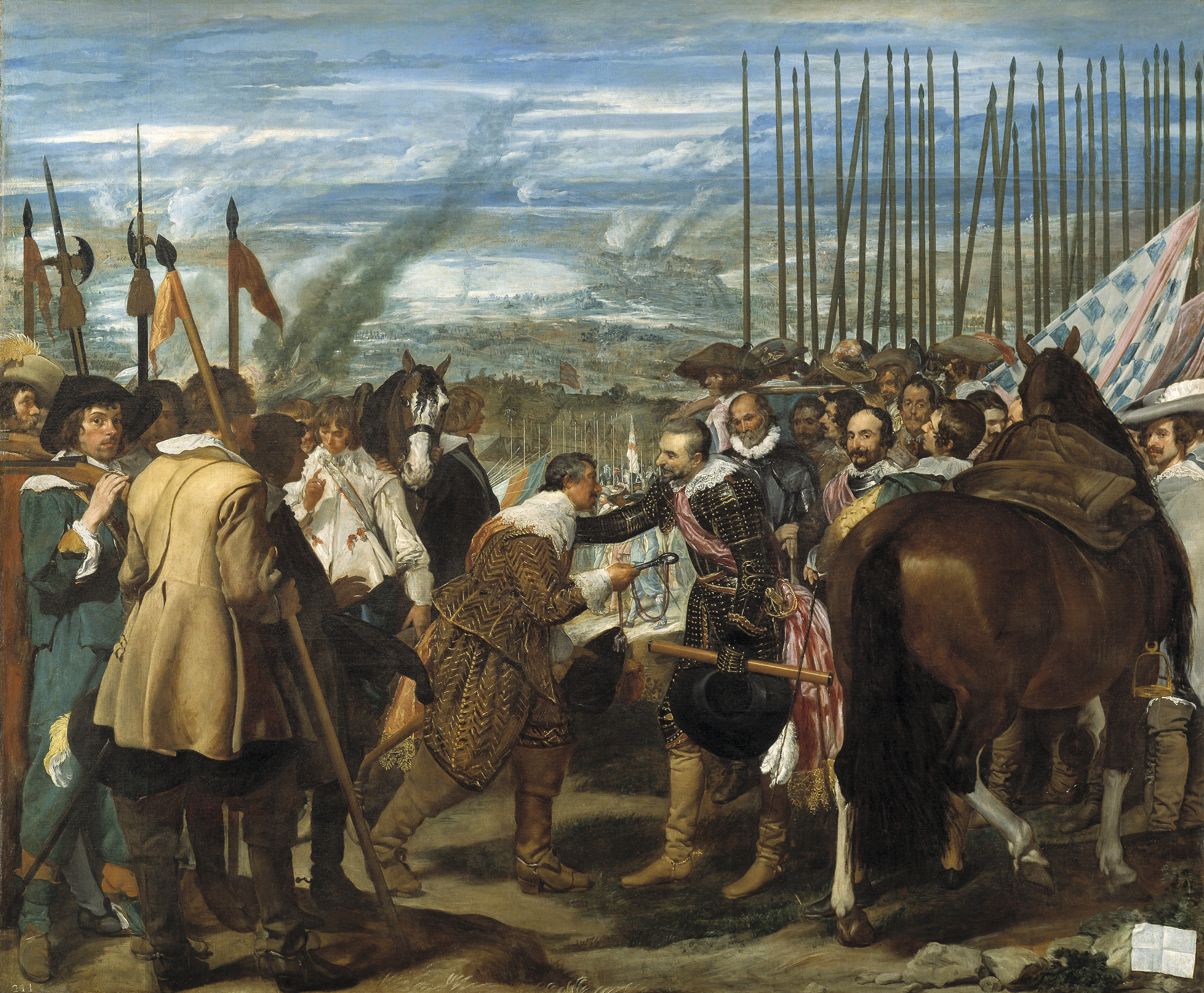
«Сдача Бреды», Диего Веласкес, 1635, Прадо. Юстин Нассауский вручает ключи от города Амброзио Спиноле.

«Сдача Бреды» была одним из двенадцати батальных полотен, созданных для увековечения памяти о победах войск Филиппа IV. Все они предназначались для зала королевств (исп. Salon de los Reinos) во дворце Буэн-Ретиро (исп. Buen Retiro). Рядом с ними был помещен цикл полотен, изображающих десять эпизодов из жизни Геракла работы Франсиско де Сурбарана и конные портреты трёх поколений правящей королевской семьи: Филиппа III и его супруги Маргариты Австрийской, Филиппа IV и Изабеллы Бурбонской, а также принца Бальтазара Карлоса, выполненные Веласкесом и его мастерской. Картины должны были символизировать славу и непобедимость испанских Габсбургов.
Осаде Бреды посвящёны пьеса Педро Кальдерона «Осада Бреды» (1625) и роман Артуро Переса-Реверте «Испанская ярость» (1998), по которому снят фильм «Капитан Алатристе» (2006). 